# 施巴斯坦·畢頓
施巴斯坦·羅拔·畢頓（英語：Sebastian Robert Buddle，1999年07月27日—），香港英裔香港足球運動員，司職前鋒，現時香港超級聯賽球會傑志。

## 球員生涯
畢頓生於香港，於3歲時首次接觸足球後，便開始有個成為職業足球員的夢想，到2016年7月傑志以職業球員學徒合約，簽下四名連同畢頓在內的1999年出生的年輕球員，而由於畢頓在港已居滿七年，使他能以本地球員身份註冊本地賽事，惟還未持有香港特區護照的他不能以香港球員身份，出戰國際賽或亞洲球會級賽事，
其夢想可謂已經在17歲實現，惟在2017年1月，畢頓與3名1999年出生的外籍青年軍，因國際足協對未成年外籍球員的保護措施下，暫停註冊，至同年3月19日原遭取消球員註冊的畢頓獲解禁，更隨即重新註冊列入對理文流浪的後備名單，更在77分鐘後備入替隊友林志堅，為職業生涯首次亮相，最終協助傑志主場以5–1勝出。而隨住菁英盃改制硬性規定每隊每場必須派出最少兩名U22球員上陣，使畢頓於10月29日對香港飛馬的菁英盃分組賽，職業生涯第二度登場，即於55分鐘交出助攻予艾力士撞射破網，協助傑志最終以4–0勝出。
2018-2019球季，傑志將畢頓外借至凱景。
2019年10月23日，傑志於菁英盃迎戰理文。畢頓是役射入他在傑志的第一個入球。
2021-2022球季，傑志將畢頓外借至香港U23。
2022-2023球季，傑志將畢頓外借至冠忠南區。

## 球場以外
畢頓視現時效力利物浦的張伯倫和國際米蘭的阿歷斯山齊士為偶像，因此他除了喜歡坐在電視機前看他們踢球外，也視他們為學習目標，此外畢頓也視英國裔大港腳麥基為學習目標，希望其足球事業將來可以有麥基一樣的成就，而畢頓中學就讀西島中學，他閒時會購買顏料和皮革，為自己的球鞋進行加及改造。

## 榮譽
傑志
- 香港超級聯賽冠軍（2016–17、2017–18、2020–21季度）
- 香港足總盃冠軍（2016–17、2017–18季度）
- 香港菁英盃冠軍（2017–18、2019–20季度）
- 香港社區盃冠軍（2017年）

冠忠南區
- 香港菁英盃冠軍（2022–23季度）

## 外部連結
- 香港足球總會網頁球員資料 （页面存档备份，存于）